# Lisandra Ramírez
Lisandra Ramírez Marin – kubańska zapaśniczka. Brązowa medalistka mistrzostw panamerykańskich w 2012 roku.